# Копачана (Васлуј)
Копачана (рум. Copăceana) насеље је у Румунији у округу Васлуј у општини Фалчу. Oпштина се налази на надморској висини од 69 m.

## Становништво
Према подацима из 2002. године у насељу је живело 709 становника, од којих су сви румунске националности.